# ۱۸ ترانه پرطرفدار
۱۸ ترانه پرطرفدار (انگلیسی: 18 Hits) یک آلبوم گردآوری‌شده از ابرگروه سوئدی موسیقی پاپ آبا است که نخستین بار در ۸ سپتامبر ۲۰۰۵ منتشر شد.

## فهرست ترانه‌ها
تمامی ترانه‌ها توسط بنی آندِشون و بیورن اولویوس نوشته‌شده، مگر آنهایی که نام دیگری برایشان ذکر شده‌است.
| شماره | نام                                                                                   | نویسنده(ها)                                                 | مدت  |
| ----- | ------------------------------------------------------------------------------------- | ----------------------------------------------------------- | ---- |
| ۱.    | «همه‌چیز به برنده تعلق دارد»                                                           |                                                             | ۴:۵۶ |
| ۲.    | «سوپر تروپر»                                                                          |                                                             | ۴:۱۴ |
| ۳.    | «واترلو»                                                                              | استیگ آندِشون، بنی آندِشون، بیورن اولویوس                     | ۲:۴۷ |
| ۴.    | «بده! بده! بده! (مردی را پس از نیمه‌شب)»                                               |                                                             | ۴:۵۱ |
| ۵.    | «هدف اساسی»                                                                           | استیگ آندِشون، بنی آندِشون، بیورن اولویوس                     | ۴:۵۲ |
| ۶.    | «رینگ رینگ»                                                                           | استیگ آندِشون، بنی آندِشون، بیورن اولویوس، نیل سداکا، فیل کُدی | ۳:۰۴ |
| ۷.    | «دارم، دارم، دارم، دارم، دارم»                                                        | استیگ آندِشون، بنی آندِشون، بیورن اولویوس                     | ۳:۱۷ |
| ۸.    | «اس‌اواس»                                                                              | استیگ آندِشون، بنی آندِشون، بیورن اولویوس                     | ۳:۲۱ |
| ۹.    | «فرناندو»                                                                             | استیگ آندِشون، بنی آندِشون، بیورن اولویوس                     | ۴:۱۳ |
| ۱۰.   | «خدا نگهدار»                                                                          | استیگ آندِشون، بنی آندِشون، بیورن اولویوس                     | ۳:۰۸ |
| ۱۱.   | «ماما میا»                                                                            | استیگ آندِشون، بنی آندِشون، بیورن اولویوس                     | ۳:۳۳ |
| ۱۲.   | «تمام عشقت را تقدیم من کن»                                                            |                                                             | ۴:۳۶ |
| ۱۳.   | «به‌خاطر موسیقی سپاسگزارم»                                                             |                                                             | ۳:۵۰ |
| ۱۴.   | «سال نو مبارک»                                                                        |                                                             | ۴:۲۴ |
| ۱۵.   | «هانی، هانی (نسخهٔ سوئدی)»                                                             | استیگ آندِشون، بنی آندِشون، بیورن اولویوس                     | ۲:۵۸ |
| ۱۶.   | «واترلو (نسخهٔ فرانسوی)»                                                               | استیگ آندِشون، بنی آندِشون، بیورن اولویوس                     | ۲:۴۱ |
| ۱۷.   | «رینگ رینگ (نسخهٔ آلمانی)»                                                             | استیگ آندِشون، بنی آندِشون، بیورن اولویوس، نیل سداکا، فیل کُدی | ۳:۱۰ |
| ۱۸.   | «بهم بده! بهم بده! بهم بده!» (نسخهٔ اسپانیایی «بده! بده! بده! (مردی را پس از نیمه‌شب)») |                                                             | ۴:۵۲ |

## جداول موسیقی
| جدول (۲۰۰۶)                                                   | بالاترین رتبه |
| ------------------------------------------------------------- | ------------- |
| آلبوم‌های استرالیایی (ای‌آرآی‌ای)                                | ۳۲            |
| آلبوم‌های موسیقی بلژیک با قیمت متوسط بلژیک (اولتراتاپ والونیا) | ۱             |

| جدول (۲۰۰۷)                     | بالاترین رتبه |
| ------------------------------- | ------------- |
| آلبوم‌های اسپانیایی (پروموزیکای) | ۱۷            |

| جدول (۲۰۰۸)                           | بالاترین رتبه |
| ------------------------------------- | ------------- |
| آلبوم‌های دانمارکی (هیت‌لیستن)          | ۳۹            |
| آلبوم‌های مجارستانی (ماهاز)            | ۱۹            |
| آلبوم‌های ایرلندی (ایرما)              | ۷             |
| آلبوم‌های بریتانیا (شرکت جدول‌های رسمی) | ۱۵            |

| جدول (۲۰۱۲)                 | بالاترین رتبه |
| --------------------------- | ------------- |
| آلبوم‌های فرانسوی (اس‌ان‌ئی‌پی) | ۸۲            |

| جدول (۲۰۱۷)                 | بالاترین رتبه |
| --------------------------- | ------------- |
| آلبوم‌های لهستانی (زدپی‌ای‌وی) | ۱             |

| جدول (۲۰۱۸)               | بالاترین رتبه |
| ------------------------- | ------------- |
| آلبوم‌های پرتغالی (ای‌اف‌پی) | ۱۵            |

| جدول (۲۰۱۲)                | رتبه |
| -------------------------- | ---- |
| آلبوم‌های بریتانیا (اوسی‌سی) | ۱۸۳  |
| جدول (۲۰۱۳)                | رتبه |
| آلبوم‌های بریتانیا (اوسی‌سی) | ۱۲۸  |
| جدول (۲۰۱۸)                | رتبه |
| آلبوم‌های لهستان (ZPAV)     | ۴۵   |

## گواهینامه‌ها
| منطقه | گواهی     | واحد گواهی‌شده/فروش |
| --- | --------- | ------------------ |
| استرالیا (آی‌اف‌پی‌آی استرالیا)                                                                                   | ۴× پلاتین | ۲۸۰٬۰۰۰^           |
| بلژیک (بی‌ئی‌ای)                                                                                                 | پلاتین    | ۵۰٬۰۰۰*            |
| برزیل (پرو موزیکا برزیل)                                                                                       | پلاتین    | ۱۲۵٬۰۰۰*           |
| آلمان (بی‌وی‌ام‌آی)                                                                                               | ۳× طلا    | ۳۰۰٬۰۰۰            |
| لهستان (زدپی‌ای‌وی)                                                                                              | ۲× پلاتین | ۴۰٬۰۰۰             |
| روسیه (ان‌اف‌پی‌اف)                                                                                               | ۲× پلاتین | 0*                 |
| بریتانیا (بی‌پی‌آی)                                                                                              | پلاتین    | ۳۰۰٬۰۰۰^           |
| خلاصه‌ها |           |                    |
| اروپا (آی‌اف‌پی‌آی)                                                                                               | پلاتین    | ۱٬۰۰۰٬۰۰۰*         |
| * رقم فروش تنها بر پایهٔ گواهی‌ها. · ^ رقم توزیع تنها بر پایهٔ گواهی‌ها. · رقم فروش+پخش جاری تنها بر پایهٔ گواهی‌ها. |           |                    |